# Sven Grafström
Sven Hjalmarsson Grafström, född 2 november 1902 i Stockholm, död 3 januari 1955 nära Joigny i Frankrike, var en svensk diplomat.

## Biografi
Sven Grafström var klasskamrat med Gunnar Hägglöf vid Nya elementarläroverket i Stockholm där han avlade studentexamen 1921, och studerade vid Handelshögskolan i Stockholm där han blev civilekonom 1923. Han blev 1926 fänrik i Göta livgardes (I 2) reserv och samma år inskrevs han vid Stockholms högskola där han tog kansliexamen 1928. Den 12 juni samma år blev han attaché vid Utrikesdepartementet, och vid årets slut underlöjtnant i reserven.
Vid UD tjänstgjorde han i Oslo, London, Moskva, Teheran och Ankara under 1920- och 1930-talen. År 1936 blev han förflyttad till Warszawa och befann sig där när Tyskland besatte Polen 1939. Dåvarande svenske ambassadören Joen Lagerberg flydde landet med den polska regeringen, medan Sven Grafström var kvar och förhandlade med tyskarna. För det mod han visade i samband med detta vann han internationell beundran.[källa behövs] 1941 utnämndes han till byråchef vid pressavdelningen i UD och var därjämte sekreterare i riksdagens utrikesutskott. Under andra världskriget var Grafström ofta utrikespolitisk kommentator i radion. Hans antinazism var omtalat intensiv,[källa behövs] vilket med Gunnar Hägglöfs ord innebar att han "försummade sällan något tillfälle att säga tyskarna obehagliga sanningar". 1944 utsågs Grafström till biträdande chef för UD:s politiska avdelning, samt året därefter till utrikesråd och chef för UD:s politiska avdelning. Han arbetade därvid fram regeringens kommentarer till FN-stadgan, och deltog i arbetet att bereda Sverige för ett inträde i FN.
Sven Grafström efterträdde 1948 Gunnar Hägglöf som FN-ambassadör och innehade tjänsten till 1952. Under denna tid skaffade sig Grafström mycket goda förbindelser och en stark personlig ställning i utrikespolitiken. Trots de goda insatserna fann regeringen Erlander det angeläget att ersätta honom med, den mot socialdemokratin mer lojala, diplomaten Oscar Thorsing.[källa behövs] Efter tiden i FN fick Grafström en undanskymd och obetydlig post, som envoyé i Mexiko, vilket enligt Erik Boheman berodde på att han gick emot utrikesministern Östen Undén, då han ansåg att Sverige borde vara solidariskt med FN mot kineserna i Korea. Grafström blev i Korea 1953, den förste svenska representanten vid Neutrala nationernas övervakningskommission. Under detta halvårslånga uppdrag försågs han av FN, av förhandlingstekniska motiv, formellt med generalmajors grad. Efter väl utfört arbete, återvände han till Mexiko.
I januari 1955 befann sig Sven Grafström på semester i södra Europa. Vid en resa med tåg från Nice till Paris omkom han genom att falla ut genom en dörr. Iklädd endast pyjamas hittades han på banvallen i närheten av staden Joigny. Till sin person var Sven Grafström enligt Boheman "en sällsynt utpräglad karaktär, mycket orädd och alltid beredd att kämpa för sina ståndpunkter. Han hade samtidigt en stor förmåga att i det internationella umgänget inge förtroende och aktning".
Kungliga Samfundet för utgivande av handskrifter rörande Skandinaviens historia har utgivit hans anteckningar i två band. Grafströms änka önskade att makens privata dagboksanteckningar skulle offentliggöras redan 1956. Publiceringen av dessa, som fanns i UD:s förvar, kom dock att förhindras då UD-ledningen egenmäktigt vägrade att lämna ut dem. Utrikesministern Undén ansåg, vid denna tidpunkt, att nedteckningarna var för frispråkiga.
Sven Grafström var son till vice häradshövdingen Hjalmar Grafström och Helfrid Nilsson. Från 1936 var han gift med Gerda von Twardowski från Berlin, som var dotter till ambassadör Fritz von Twardowski och Gertrud, född Ahrens. Brodern Nils var lagman i Svea hovrätt. Sven Grafström är begraven på Solna kyrkogård.